# 牛鬼

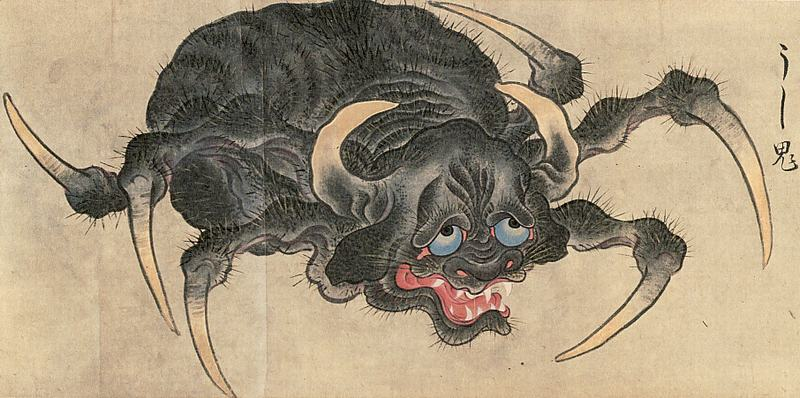
中的牛鬼

牛鬼（日语：／ Ushioni），日本妖怪，被記載於鸟山石燕的《画图百鬼夜行》。

## 形象
牛鬼的形象为牛的头，鬼的身体，或牛的头，蜘蛛的身体。嘴里能喷出毒液或丝。为水栖生物，经常藏没于村庄附近的水中。

## 传说
牛鬼在各地區和著作中有許多不同的傳說，其一在古日本大和國（即今奈良縣）宇多郡的森林中居住著牛鬼，每到夜晚便會出沒於村落襲擊百姓和家畜們，弄得雞犬不寧、人心惶惶，大家天黑後都不敢出門。源賴光得知這個情況後，便派其手下四天王之一渡邊綱前來懲治為害的牛鬼，而後被渡邊綱砍下一隻手臂。
江戶時代的古淨琉璃則將牛鬼描述為源滿仲之子、源賴光之弟，於丑年丑月丑日丑時出生，由於天生的牛角鬼臉而被源滿仲下令殺害，但部下的女官私自將之藏在山林中祕密養育，並以「丑御前」稱呼。源滿仲發現後命令源賴光討伐丑御前，雙方在關東展開大戰，被逼到隅田川的丑御前跳入河中化身為巨大的牛鬼形象。

## 大眾文化

### 遊戲
- 無雙OROCHI系列（光榮公司開發，藤本隆宏（日语：藤本たかひろ）配音）
- 東方鬼形獸 ～ Wily Beast and Weakest Creature.
- 《Fate/Grand Order》与《Fate/Samurai Remnant》，五星Avenger[2]和Rider[3]，声优为户松遥。

### 文學
- 《淺草鬼妻日記》

### 動漫畫
- 《妖怪少爺》（動畫版由中田讓治配音）
- 《海賊王》中五老星-傑伊葛西亞·薩圖恩，便是牛鬼的形象。(動畫版由野田圭一配音)

## 脚注
1. ↑  京極夏彦・多田克己編著. . 国書刊行会. 2000: 161頁. ISBN 978-4-336-04187-6 （日语）.
2. ↑  . ファミ通.com. 2024-01-17  [2024-02-20]. （原始内容存档于2024-02-20） （日语）.
3. ↑  . ファミ通.com. 2024-01-16  [2024-02-20]. （原始内容存档于2024-02-20） （日语）.

## 関連項目
- 日本妖怪列表
- 牛頭馬面
- 牛頭天王
- 假面骑士响鬼
- 牛鬼蛇神